# Liste der größten Unternehmen in Lateinamerika
Die Liste der größten Unternehmen in Lateinamerika enthält die von den Wirtschaftsmagazinen Latin Trade und Forbes Magazine veröffentlichten größten Unternehmen in Lateinamerika.

## Latin Trade 100 Liste 2016 nach Umsatz
Die Rangfolge richtet sich nach der jährlich vom Wirtschaftsmagazin „Latin Trade“ in der Liste „Top 500 Companies in Latin America“ veröffentlichten 500 umsatzstärksten Unternehmen in Lateinamerika (ohne Banken und Versicherungen). Aufgeführt sind auch der Hauptsitz, der Nettogewinn, die Anzahl der Mitarbeiter und die Branche. Die Zahlen sind in Millionen US-Dollar angegeben und beziehen sich auf das Geschäftsjahr 2016.
| Rang | Name                    | Hauptsitz      | Land                      | Umsatz (Mio. $) | Gesamtvermögen (Mio. $) | Mitarbeiter | Branche           |
| ---- | ----------------------- | -------------- | ------------------------- | --------------- | ----------------------- | ----------- | ----------------- |
| 1.   | PDVSA                   | Caracas        | Venezuela                 | 88.554,0        | 227.674,0               | 48.920      | Öl und Gas        |
| 2.   | Petrobras               | Rio de Janeiro | Brasilien                 | 67.620,3        | 114.019,18              | 58.000      | Öl und Gas        |
| 3.   | América Móvil           | Mexiko-Stadt   | Mexiko                    | 51.842,6        | 75.164,3                | 41.418      | Telekommunikation |
| 4.   | JBS                     | São Paulo      | Brasilien                 | 41.721,6        | 31.180,3                | 41.418      | Telekommunikation |
| 5.   | Walmart de Mexico       | Mexiko-Stadt   | Mexiko Vereinigte Staaten | 28.371,3        | 14.705,5                | 141.704     | Einzelhandel      |
| 6.   | Telefonica HispAm       | Madrid         | Spanien                   | 27.711,8        |                         | 138.215     | Telekommunikation |
| 7.   | Petrobras Distribuidora | Rio de Janeiro | Brasilien                 | 24.912,9        | 8.000,7                 | 3.758       | Öl und Gas        |
| 8.   | Vale                    | Rio de Janeiro | Brasilien                 | 21.895,9        | 88.493,5                | 52.646      | Bergbau           |
| 9.   | Grupo Éxito             | Envigado       | Kolumbien Frankreich      | 21.672,2        |                         |             | Einzelhandel      |
| 10.  | Ultrapar                | São Paulo      | Brasilien                 | 19.374,9        | 5.369,3                 | 138.215     | Energie           |

## Größte börsennotierte Unternehmen 2016
Die Rangfolge der jährlich erscheinenden Liste Forbes Global 2000, der 2000 größten börsennotierten Unternehmen der Welt, errechnet sich aus einer Kombination von Umsatz, Nettogewinn, Aktiva und Marktwert. Dabei wurden die Platzierungen der Unternehmen in den gleich gewichteten Kategorien zu einem Rang zusammengezählt. In der Tabelle aufgeführt sind auch der Hauptsitz und die Branche. Die Zahlen sind in Milliarden US-Dollar angegeben und beziehen sich auf das Geschäftsjahr 2016, für den Marktwert auf den Börsenkurs vom 16. März 2017.
| Rang | Rang Forbes 2000 | Name                              | Hauptsitz      | Land                          | Umsatz (Mrd. $) | Gewinn (Mrd. $) | Aktiva (Mrd. $) | Marktwert (Mrd. $) | Branche                |
| ---- | ---------------- | --------------------------------- | -------------- | ----------------------------- | --------------- | --------------- | --------------- | ------------------ | ---------------------- |
| 1.   | 38.              | Itaú Unibanco                     | São Paulo      | Brasilien                     | 61,3            | 6,7             | 419,9           | 79,2               | Banken                 |
| 2.   | 62.              | Banco Bradesco                    | Osasco         | Brasilien                     | 70,2            | 4,3             | 362,4           | 53,5               | Banken                 |
| 3.   | 132.             | Banco do Brasil                   | Brasília       | Brasilien                     | 57,3            | 2,3             | 430,6           | 29,0               | Banken                 |
| 4.   | 156.             | Vale                              | Rio de Janeiro | Brasilien                     | 27,1            | 3,8             | 99,1            | 45,4               | Bergbau                |
| 5.   | 340.             | América Móvil                     | Mexiko-Stadt   | Mexiko                        | 52,2            | 0,5             | 73,6            | 47,3               | Telekommunikation      |
| 6.   | 399.             | Petrobras                         | Rio de Janeiro | Brasilien                     | 81,1            | −4,3            | 247,3           | 61,3               | Öl und Gas             |
| 7.   | 559.             | Ecopetrol                         | Bogotá         | Kolumbien                     | 15,6            | 0,5             | 40,4            | 19,7               | Öl und Gas             |
| 8.   | 582.             | FEMSA                             | Monterrey      | Mexiko                        | 20,9            | 1,1             | 26,5            | 33,1               | Getränke               |
| 8.   | 582.             | Falabella                         | Santiago       | Chile                         | 12,7            | 0,9             | 20,8            | 21,3               | Einzelhandel           |
| 10.  | 591.             | GF Norte                          | Monterrey      | Mexiko                        | 6,4             | 1,0             | 61,9            | 16,2               | Banken                 |
| 11.  | 606.             | Grupo México                      | Mexiko-Stadt   | Mexiko                        | 8,2             | 1,1             | 22,8            | 23,7               | Bergbau                |
| 12.  | 610.             | Eletrobrás                        | Rio de Janeiro | Brasilien                     | 17,4            | 1,0             | 52,4            | 7,2                | Versorger              |
| 13.  | 620.             | Cemex                             | Monterrey      | Mexiko                        | 8,2             | 1,1             | 29,1            | 13,1               | Bauhauptgewerbe        |
| 14.  | 693.             | Grupo Aval                        | Bogotá         | Kolumbien                     | 8,5             | 0,7             | 74,7            | 9,2                | Finanzdienstleister    |
| 15.  | 724.             | Bancolombia                       | Medellín       | Kolumbien                     | 6,7             | 0,9             | 65,4            | 8,9                | Banken                 |
| 16.  | 761.             | Credicorp                         | Lima           | Peru                          | 4,5             | 1,0             | 46,7            | 12,7               | Banken                 |
| 17.  | 791.             | Itaúsa                            | São Paulo      | Brasilien                     | 1,3             | 2,4             | 18,1            | 23,0               | Mischkonzern           |
| 18.  | 894.             | Cencosud                          | Las Condes     | Chile                         | 15,3            | 0,6             | 15,6            | 9,0                | Einzelhandel           |
| 19.  | 895.             | JBS S. A.                         | São Paulo      | Brasilien                     | 48,9            | 0,1             | 31,6            | 8,2                | Fleischproduktion      |
| 20.  | 930.             | Mercantil Servicios               | Caracas        | Venezuela                     | 0,4             | 2,0             | 148,7           | 2,7                | Finanzdienstleister    |
| 21.  | 981.             | Ultrapar Participações            | São Paulo      | Brasilien                     | 22,2            | 0,4             | 7,4             | 12,5               | Öl und Gas             |
| 22.  | 1006.            | Yacimientos Petrolíferos Fiscales | Buenos Aires   | Argentinien                   | 14,2            | −1,9            | 26,6            | 9,9                | Öl und Gas             |
| 23.  | 1054.            | Inbursa Financiero                | Mexiko-Stadt   | Mexiko                        | 3,3             | 0,7             | 25,8            | 11,2               | Banken                 |
| 24.  | 1092.            | Grupo Bimbo                       | Mexiko-Stadt   | Mexiko                        | 13,4            | 0,3             | 11,9            | 11,8               | Nahrungsmittel         |
| 25.  | 1103.            | Cielo S.A.                        | São Paulo      | Brasilien                     | 3,5             | 1,1             | 9,4             | 20,9               | Banken                 |
| 26.  | 1140.            | AntarChile                        | Las Condes     | Chile                         | 16,7            | 0,3             | 21,9            | 5,3                | Finanzdienstleister    |
| 27.  | 1155.            | Banco de Crédito e Inversiones    | Santiago       | Chile                         | 3,0             | 0,5             | 46,2            | 7,4                | Banken                 |
| 28.  | 1215.            | Grupo Alfa                        | San Pedro      | Mexiko                        | 15,7            | 0,1             | 16,7            | 7,3                | Mischkonzerne          |
| 29.  | 1225.            | Banco de Venezuela                | Caracas        | Venezuela                     | 7,0             | 2,5             | 2,6             | 2,5                | Banken                 |
| 30.  | 1233.            | Braskem                           | São Paulo      | Brasilien                     | 9,7             | −0,1            | 15,9            | 7,9                | Chemie                 |
| 31.  | 1253.            | Quiñenco                          | Las Condes     | Chile                         | 6,8             | 0,1             | 54,6            | 4,3                | Mischkonzern           |
| 32.  | 1287.            | LATAM Airlines                    | Santiago       | Chile                         | 9,0             | 0,1             | 19,2            | 8,0                | Fluggesellschaften     |
| 33.  | 1301.            | El Puerto de Liverpool            | Mexiko-Stadt   | Mexiko                        | 5,4             | 0,5             | 7,2             | 11,8               | Einzelhandel           |
| 34.  | 1325.            | BRF                               | Itajaí         | Brasilien                     | 9,7             | −0,1            | 13,4            | 9,3                | Lebensmittel           |
| 35.  | 1365.            | Grupo Televisa                    | Mexiko-Stadt   | Mexiko                        | 5,2             | 0,2             | 14,9            | 15,8               | Medien                 |
| 36.  | 1369.            | Arca Continental                  | Tampico        | Mexiko                        | 5,0             | 0,4             | 6,8             | 12,5               | Bauhauptgewerbe        |
| 37.  | 1374.            | Banco Davivienda                  | Bogotá         | Kolumbien                     | 3,3             | 0,6             | 31,2            | 4,8                | Banken                 |
| 38.  | 1402.            | Grupo Carso                       | Mexiko-Stadt   | Mexiko                        | 5,1             | 0,5             | 5,3             | 10,5               | Mischkonzerne          |
| 39.  | 1436.            | Sabesp                            | São Paulo      | Brasilien                     | 4,0             | 0,8             | 11,6            | 7,4                | Versorger              |
| 40.  | 1503.            | Oi                                | Rio de Janeiro | Brasilien                     | 7,5             | −2,0            | 25,2            | 0,9                | Telekommunikation      |
| 41.  | 1515.            | Gerdau S.A.                       | Porto Alegre   | Brasilien                     | 10,8            | −0,4            | 16,8            | 1,4                | Stahl                  |
| 42.  | 1520.            | Fresnillo plc                     | London         | Mexiko Vereinigtes Königreich | 1,9             | 0,4             | 4,3             | 14,8               | Bauhauptgewerbe        |
| 43.  | 1545.            | Brasil Distribuição               | São Paulo      | Brasilien                     | 12,0            | −0,1            | 13,9            | 5,9                | Einzelhandel           |
| 44.  | 1546.            | Grupo Bolívar                     | Bogotá         | Kolumbien                     | 3,8             | 0,4             | 33,7            | 1,4                | Finanzdienstleistungen |
| 45.  | 1572.            | CCR                               | São Paulo      | Brasilien                     | 2,9             | 0,5             | 7,5             | 11,5               | Verkehr                |
| 46.  | 1597.            | Bovespa                           | São Paulo      | Brasilien                     | 0,7             | 0,4             | 9,7             | 12,8               | Finanzdienstleister    |
| 47.  | 1604.            | BBVA Banco Continental            | Lima           | Peru Spanien                  | 1,8             | 0,4             | 23,5            | 6,2                | Banken                 |
| 48.  | 1712.            | Interconexion Electrica           | Bogotá         | Kolumbien                     | 4,0             | 0,7             | 12,8            | 4,5                | Versorger              |
| 49.  | 1735.            | CPFL Energia                      | Campinas       | Brasilien                     | 5,4             | 0,3             | 13,0            | 8,4                | Versorger              |
| 50.  | 1742.            | Banco de Chile                    | Santiago       | Chile                         | 3,8             | 0,1             | 47,1            | 4,5                | Banken                 |
| 51.  | 1776.            | Central Puerto                    | Buenos Aires   | Argentinien                   | 0,3             | 0,1             | 0,8             | 20,2               | Versorger              |
| 52.  | 1796.            | Grupo Zuliano                     | Caracas        | Venezuela                     | k. A.           | 1,0             | 1,5             | 0,1                | Chemie                 |
| 53.  | 1799.            | IDEAL el Empleoen                 | Mexiko-Stadt   | Mexiko                        | 0,8             | 1,0             | 5,3             | 4,9                | Bauhauptgewerbe        |
| 54.  | 1821.            | Popular                           | San Juan       | Puerto Rico                   | 1,9             | 0,2             | 38,7            | 4,2                | Finanzdienstleister    |
| 55.  | 1843.            | Peñoles                           | Mexiko-Stadt   | Mexiko                        | 4,4             | 0,3             | 6,9             | 10,4               | Bergbau                |
| 56.  | 1895.            | Kroton Educacional                | São Paulo      | Brasilien                     | 1,5             | 0,5             | 5,4             | 7,1                | Bildung                |
| 57.  | 1982.            | Grupo Galicia                     | Buenos Aires   | Argentinien                   | 3,7             | 0,4             | 15,3            | 5,1                | Finanzdienstleister    |